# مبدأ سلطان الإرادة
الإرادة الحرة وحدها هي التي تملك إنشاء العقد وتحديد آثاره، فليس لأي جهة أن تتدخل لتفرض عليه ما يخالف إرادته. وتمثله المادة نص المادة (1134) من القانون المدني الفرنسي التي تنص على أن «الاتفاقات التي تعقد على وجه شرعي تقوم مقام القانون بالنسبة إلى عاقديها. بشكل عام أن الإرادة لها السلطان الأكبر في تكوين العقد وفي الآثار التي تترتب عليه ، بل وفي جميع الروابط القانونية ولو كانت غير تعاقدية. بشكل عام أن الإرادة لها السلطان الأكبر في تكوين العقد وفي الآثار التي تترتب عليه ، بل وفي جميع الروابط القانونية ولو كانت غير تعاقدية.

## مبدأ ذو شقين
يتعلق الشق الأول منه بالشكل، وهو مبدأ الرضائية الذي يجعل الإرادة وحدها مجردة عن أي شكلية كافية لإنشاء التصرف. فكل ما هو مطلوب أن يصدر تعبير عن الإرادة، وهذا التعبير يكون بأي صورة، فقد يقع باللفظ أو بالكتابة أو حتى بالإشارة، ويجوز أن يكون ضمنياً.
أما الشق الثاني منه،ويتعلق الشق الثاني بالموضوع، ومقتضاه أن تكون الإرادة كذلك صاحبة السلطان في تحديد آثار التصرف. فتسطيع الإرادة أن تنشئ عقداً لا يعرفه القانون، وأن تتجه إلى ما يخالف أحكام العقود التي نظمها القانون، وأن تجعل من العقد الرضائي عقداً شكلياً أو عينياً. لا يعرفه القانون لكن لا يخرج عنه.

## أربع حريات في مبدأ سلطان الإرادة[4]
1. حرية المتصرف في أصل التصرف القانوني، ويسمى المبدأ هنا حرية التعاقد.
2. حرية المتصرف في كيفية التعبير عن إرادة التصرف القانوني، ويسمى هذا المبدأ هنا مبدأ الرضائية في التصرفات القانونية، أي كفاية الرضا لإنشاء التصرف القانوني، أياً كانت طريقة التعبير عن هذا الرضا، أي من دون تقييد المتصرف بقيود شكلية ومراسم مخصوصة بحيث لا ينشأ التصرف القانوني إن لم تتحقق.
3. حرية المتصرف في إنشاء ما يشاء من أنواع التصرفات القانونية في حدود حقوقه الذاتية من دون التقيد بأنواع التصرفات المسماة التي أقرها القانون ونظمها.
4. حرية المتصرف في تحديد آثار التصرف القانوني من طائفة التصرفات المسماة وتعديل نتائجه الأصلية باشتراط ما يريد من شروط بحسب إرادته. ويعبر عن هذه الحرية والحرية التي سبقتها بمبدأ «العقد شريعة المتعاقدين»، فلا يجوز نقضه أو تعديله إلا باتفاق الطرفين أو كما ينص القانون.

## مضمون سلطان الإرادة[4]

### 1.مبدأ سلطان الإرادة في مرحلة تكوين التصرف القانوني
يتجلى مبدأ سلطان الإرادة في مرحلة تكوين العقد في ناحتين، حرية الشخص في أصل التصرف القانوني ، وحريته في التعبير عن إرادة هذا التصرف.
يحق للفرد رفض العقود الإجبارية، وانشاء العقود المسماة والعقود غير المسماة. من خلال تصرف قانوني بالإرادة المنفردة والعقد.
أما من ناحية كيفية التعبير عن هذه الإرادة
- العقود الرضائية: فالعقود الرضائية هي التي تتم بمجرد تراضي أطرافها على إنشائها وعلى حكم المسائل الجوهرية فيها، سواء أتم التعبير عن هذا التراضي باللفظ أم بالكتابة أم بالإشارة أم باتخاذ أي موقف يدل عليه. ومثالها البيع والإيجار والصلح…إلخ.
- العقود الشكلية: العقود الشكلية فهي التي يلزم لانعقادها أن يأتي التراضي في شكل مخصوص محدد، ومثالها عقد الشركة، وعقود الهبة التي لا تنتقل إلا من خلال ورقة رسمية وبالتسليم[5]، وأحيانا تستخدم الشكلية للإثبات.
- العينية: التي يلزم لانعقادها تسليم المعقود عليه.

### 2.مبدأ سلطان الإرادة في تحديد آثارالتصرف القانونيومحتواه
للعاقدين أن يخالفا باتفاقهما ما رتبه القانون من آثار العقود المسماة، لأن الأصل فيها أنها غير آمرة بل هي من القواعد المكملة التي يجوز الاتفاق على ما يخالف ما ورد فيها من أحكام، فلا تكون نافذة بالأساس إلا حيث لا يوجد اتفاق مخالف، إلا ما كان من النصوص الآمرة التي يقوم الدليل في ألفاظها أو في المقاصد من تشريعها على عدم جواز اتفاق المتعاقدين على ما يخالف حكمها.
وفي الفقه الإسلامي وردت نصوص كثيرة في السنة النبوية دلت على أمرين: الأول، أن هناك شروطاً تعد ميداناً فسيحاً لإرادة المتعاقدين أطلق الشرع لإرادتهم فيها سلطانها ضمن حدود حقوقهم، فيعد العقد المسمى قائماً بين المتعاقدين على أساسها ما لم يشترطا خلافها. (دل على هذه النتجة قوله: «المسلمون على شروطهم» رواه أبو دواد في سننه.
والثاني، أن هناك شروطاً ممنوعة شرعاً لا سلطان لإرادة العاقدين فيها لأنها تسمى أحكاماً أساسية تعد من مقاصد الشريعة الإسلاميةونظامها العام، من ذلك قوله: «كل شرط ليس في كتاب الله فهو باطل».

### 3. شأن سلطان الإرادة بعد قيام العقد
ويقصد به أن يعادل الالتزام الناشئ من العقد في قوته الالتزام الناشئ من القانون، فيكون للعقد قوة ملزمة بحيث لا يجوز لأحد المتعاقدين أن ينفرد بنقضه أو تعديله، فيتعين على المتعاقديْن أن يخضعا لما اشترعاه كخضوعهما لما شرعه القانون، كما يتعين على القاضي رعاية تلك العقود وحمايتها كرعايته للنصوص القانونية، بمعنى أنه إذا طُرح عليه نزاع بشأنها، فإنه يجب عليه تطبيق ذلك الحكم الخاص الذي وضعه المتعاقدان فيما بينهما.